# Smile (Filmsong)
Smile ist ein Song aus dem Jahre 1936 von Charlie Chaplin, den dieser für seinen Filmklassiker Moderne Zeiten (Modern Times) zunächst ohne Text komponierte. Im Film erklingt die Melodie in der Schlussszene des Filmes, als Chaplins Tramp und seine Gefährtin (Paulette Goddard) auf einer Straße mit Optimismus einer harten Zukunft entgegengehen.
Chaplins Smile-Melodie blieb zunächst ohne den heute bekannten Text. Dieser wurde erst im Jahre 1954 von dem britischen Liedtexter-Duo John Turner (* 1932) und Geoffrey Parsons (1910–1987) hinzugefügt. Der Text rät dem Zuhörer, dass man auch in schwierigen Situationen versuchen sollte, zu lächeln und die Dinge positiv zu sehen ("wozu ist Weinen gut?" – "what’s the use of crying?").  Mit diesem neuen Text wurde Chaplins Song im Jahre 1954 zu einem Charterfolg durch die Interpretation von Nat King Cole. Seitdem ist der Song zu einem bekannten Evergreen geworden, der von zahlreichen populären Künstlern aufgenommen wurde. Zu diesen zählen unter anderem Elvis Costello, Diana Ross, Michael Bolton, Michael Bublé, Judy Garland, Barbra Streisand, Josh Groban,  Rickie Lee Jones und Dave Gahan. Eine bekannte Version stammt auch von Michael Jackson, der seine Coverversion in sein Album HIStory – Past, Present and Future Book I von 1995 aufnahm. Auf Jacksons Beerdigung im Jahre 2009 wurde Smile – welches als Jacksons Lieblingslied galt – von seinem Bruder Jermaine Jackson gesungen.
Der Song inspirierte Paul McCartney zu seinem Lied Too Much Rain (auf dem 2005 erschienenen Album Chaos and Creation in the Backyard). und fand auch Verwendung in Filmen oder Fernsehserien. Jerry Lewis verwendete ihn etwa als Titelmelodie seiner Fernsehshow Jerry Lewis Show (1967–1969).